# 茅湖山觀測台

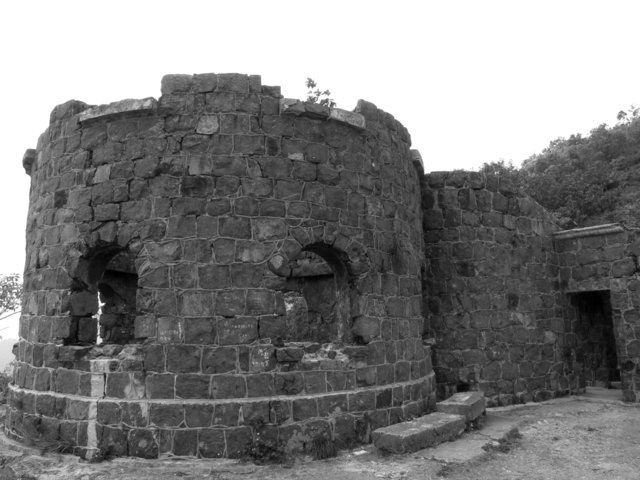
茅湖山觀測台

茅湖山觀測台位於香港西貢區將軍澳寶琳南路的茅湖山上，行山人士及街坊稱其為茅湖廢堡，確實建築年份不可考，但從現有歷史文獻中推算，建築物早於1898年英國租借新界前已建成，估計為清朝佛堂洲海關的觀測台，作觀測佛堂門航道之用。基於其獨特性，觀測台已被古物古蹟辦事處於2009年12月18日列為一級歷史建築。

## 用途
茅湖山觀測台與佛堂洲海關有密切聯繫，觀測台能監察整個佛堂洲及其海域船隻出入的情況，估計當時觀測台的官員透過信號燈，又或是透過煙火，與佛堂洲總部及海關船隻聯繫。

## 建築特色

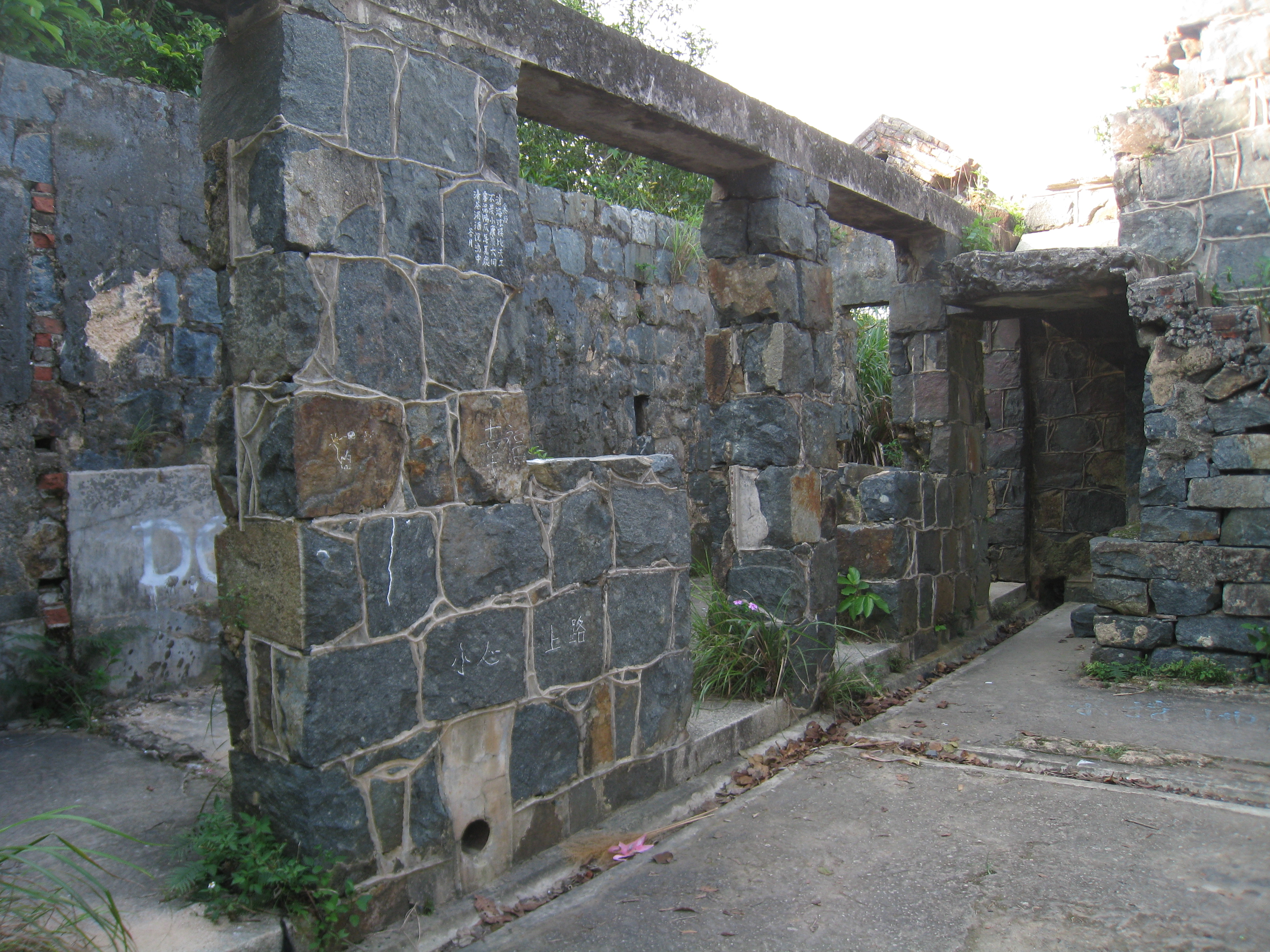
一座長方型的鄉村式石屋

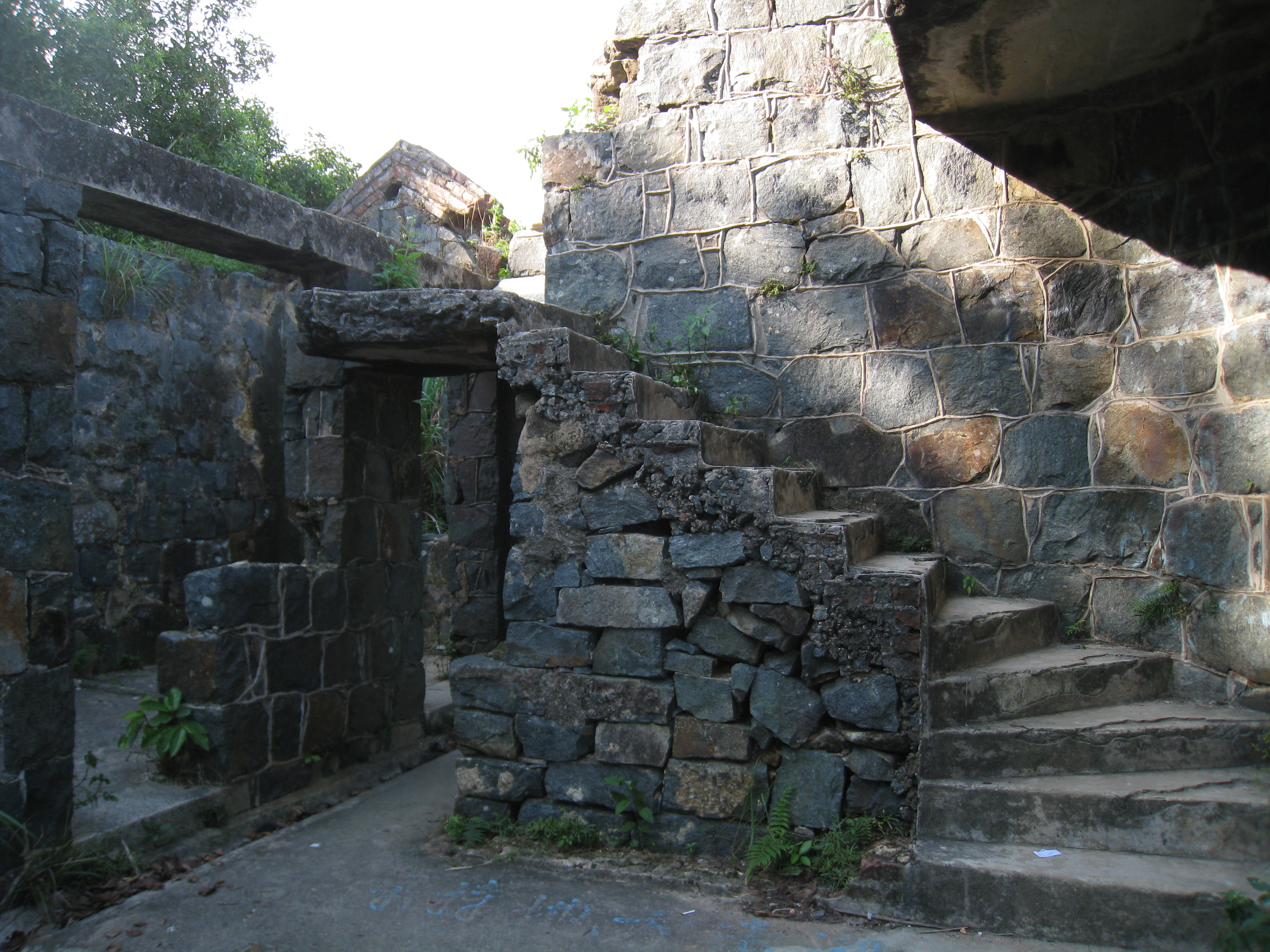
通往第二層的石樓梯

現時茅湖山的遺址包括一座圓形石砌塔樓的下半部，以及一座長方型的鄉村式石屋。兩棟建築物皆由深灰色的火山岩建造，估計由當地附近開採而來。圓形塔樓應為一座瞭望塔，觀測人員能透過半圓形的窗戶毫無阻礙地觀測佛堂門航道。該塔樓原有兩層高，現時第二層已倒塌，現存一條石樓梯，通到已倒塌的二樓。歷史照片顯示塔樓原有一個類似中式帽子的拱頂，現時塔頂部分已不存在，原因不明。所有門及窗戶已散失，只剩下石製窗框和門框。建築物塌下的碎片早已被區議會移走，小部分則用作建造休憩長椅。
塔後的單層建築物估計為駐守該建築官員的總部或住所，以本地鄉村村屋模式設計，與圓形塔樓的風格極不相同。現時該建築物的天花已塌下。

## 建築物的獨特性
圓形塔樓的設計令人聯想起古時歐洲防禦海岸用的圓形石堡或城堡，在香港極為罕見，類似的圓形塔樓建築僅見於幾座燈塔及尖沙咀前香港水警總部的報時塔，此外昂船洲軍營內也有兩座瞭望塔，但它們是八角形的建築而不是圓形；新界不少村落亦設有瞭望塔，但它們多以磚建成，形狀則多為正方形。

## 保育
香港審計署在2013年3月28日發表的第六十號報告書「古蹟及歷史建築物的保育」中指出，截至2013年2月，該項一級歷史建築長期缺乏打理。由於缺乏妥善的維修保養，引致破舊失修，加上四周並無圍封，可能會對遊人安全帶來風險。2013年3月，地政總署告知審計署，地政總署會聯絡古物古蹟辦事處，為安全起見把調景嶺茅湖山觀測台圍封，作為過渡措施，以待當局定出計劃，予以善用。